# Roko Blažević

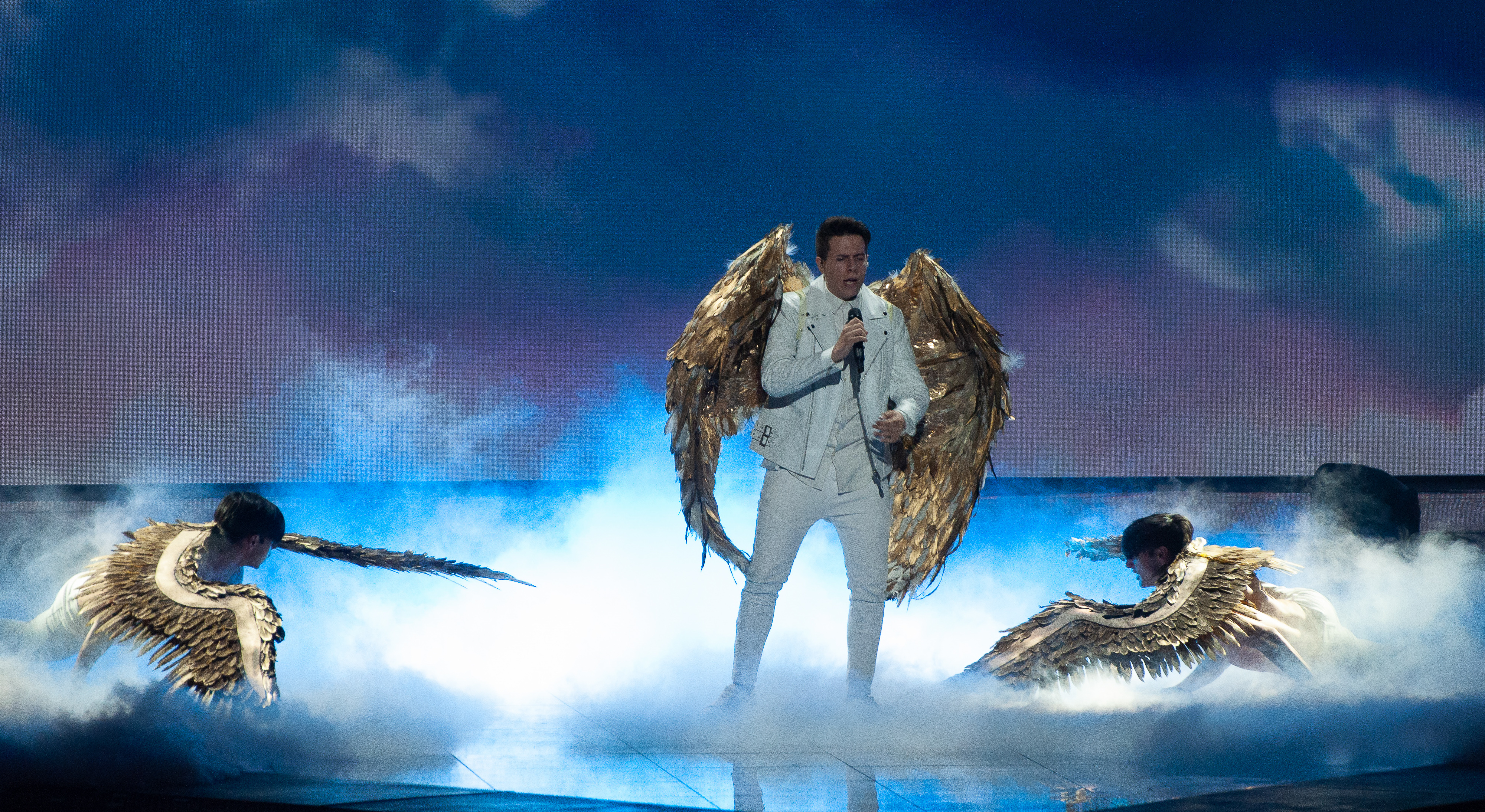
Roko Blažević (2019)

Roko Blažević (* 10. März 2000 in Split) ist ein kroatischer Sänger. Er tritt als Sänger unter seinen Vornamen Roko auf.

## Leben
Am 16. Februar 2019 gewann Roko den Wettbewerb Dora 2019. und vertrat somit Kroatien beim Eurovision Song Contest 2019 in Tel Aviv, Israel mit der englisch- und kroatischsprachigen Ballade The Dream. Unmittelbar danach stieg das Lied auf Platz 1 der kroatischen Charts ein. Am 16. Mai 2019 trat er im zweiten Halbfinale des ESC auf und erreichte letztlich Platz 14, wodurch er das Finale nicht erreichte.

## Diskografie
Singles
- 2018: Podsjećaš na ljubav
- 2019: The Dream
- 2019: Krila
- 2020: Božić nam dolazi